# Palácio Vorontsov (Odessa)
O Palácio Vorontsov (em ucraniano: Воронцовський палац, em russo: Воронцовский дворец) é um palácio e uma colunata do século XIX em Odessa, na Ucrânia, no final da passagem de pedestres do Boulevard Primorsky.

## História
As estruturas (o palácio e a colunata) foram construídos entre 1827 e 1830 pelo arquiteto sardo Francesco Boffo para o príncipe Mikhail Semyonovich Vorontsov, um dos governadores-generais da região de Odessa. Vorontsov optou por construir seu palácio na mesma cidade que o ex-governador geral Armand Emmanuel du Plessis, Duque de Richelieu tinha uma residência. Vorontsov ficou tão impressionado com o trabalho de Boffo, que contratou Boffo para desenhar a Escadaria de Potemkin.
Em 1906 o Palácio se tornou uma escola de engenharia. Durante este tempo, ao lado do antigo palácio foi estava a Agencia de Viagens Lloyd, onde a elite da cidade podia comprar bilhetes para as suas viagens no estrangeiro.
Em 1917 o Palácio era a sede da Guarda Vermelha Soviética e, em março de 1917, o primeiro Soviete dos Operários e de deputados marinheiros se reuniram no edifício.
Em 1936 o Palácio Vorontsov foi entregue aos Jovens Pioneiros Soviéticos, e renomeado o Palácio das Crianças.
O palácio atual é apenas a parte da frente da estrutura original, a parte menos valiosa do complexo, a asa de Orlov foi derrubada. A ala de Orlov era principalmente apartamentos e dependências, apelidado de "Dependência Orlovsky", que hoje se estende até a "Ponte da Madrasta".
Na segunda metade do século XX, aconteceram dois incêndios no palácio.
Em 1994 o escultor Mikhail Reva construiu uma fonte chamada "Dia e Noite" no pátio. Infelizmente, a fonte não é usada desde 1999.